# گلدورس
گلدورس (به آلمانی: Goldwörth) یک منطقهٔ مسکونی در اتریش است که در ناحیه اورفار اومگبونگ واقع شده‌است. گلدورس ۱۱ کیلومتر مربع مساحت دارد ۲۶۲ متر بالاتر از سطح دریا واقع شده‌است.